# Eulalia Sintas Martínez
Eulalia Sintas Martínez (Cartagena, 8 de abril de 1960 - ibidem, marzo de 2013), conocida también como Lali, fue una arqueóloga e historiadora española, renombrada por su participación en proyectos de recuperación e investigación arqueológica en Cartagena, La Ametlla de Mar y en las zonas mineras de La Unión y Gavá.

## Biografía
Eulalia Sintas nació en 1960 en Cartagena, en el seno del matrimonio compuesto por el coronel de infantería Manuel Sintas Pastorín y Carmen Martínez. En 1982 se licenció en Historia Antigua y Arqueología por la Universidad de Murcia, centro en el que había asistido también a los cursos de la Escuela de Artes Aplicadas y Oficios Artísticos y de la Licenciatura en Filología Clásica, si bien no completó aquellos estudios.
Matriculada en el Programa de Doctorado 1990-1992 en el Departamento de Arqueología de la Facultad de Geografía e Historia de la Universidad de Barcelona.
Tesis doctoral inscrita en 1990 en el mismo Departamento, con el tema: «El distrito minero de Cartago Nova: sistemas de explotación y transformación mineral».
En 1987 obtuvo titulación como buceadora profesional y para manejo de embarcaciones.

### Labor arqueológica
Colaboradora en la Cátedra de Historia Antigua de la Universidad de Murcia durante los cursos 1982-83 y 1983-84.
Tuvo su primer contrato como técnico arqueólogo en 1982 en la excavación arqueológica del poblado eneolítico del Cabezo del Plomo, Mazarrón (Murcia), bajo la dirección de Ana María Muñoz Amilibia. Con la misma arqueóloga, trabajó en la necrópolis paleocristiana del Puerto de Mazarrón (Murcia). En el mismo año trabajó en la excavación arqueológica del poblado argárico de «Almendricos», Lorca (Murcia), junto con María Manuela Ayala Juan.
En 1985 trabajó en la excavación arqueológica del anfiteatro romano de Cartagena con José Pérez Ballester, en la muralla bizantina de Cartagena con Rafael Méndez Ortiz y en 1986 en la calzada romana de la calle de la Caridad de Cartagena, con Blanca Roldán Bernal. En 1987 dirigió en solitario la excavación arqueológica de urgencias de la calle del Salitre de Cartagena, y colaboró en las excavaciones de la calle Cuesta de la Baronesa de Cartagena, dirigida por María del Carmen Berrocal Caparrós; del n.º 3 de la calle Serreta de Cartagena, dirigida por Miguel Martín Camino; en la calle Teodor González de Tortosa (Tarragona), dirigida por Pere Izquierdo i Tugas; y en la campaña de excavación arqueológica subacuática del pecio romano «Culip IV», Cadaqués (Gerona), dirigida por Xavier Nieto Prieto.
En 1988 fue contratada por la Generalidad de Cataluña para la excavación arqueológica del castillo de San Jorge de Alfama, La Ametlla de Mar (Tarragona), bajo la dirección de Albert Martín Menéndez y la prospección prospección arqueológica del yacimiento romano homónimo. También participó en la excavación arqueológica de los pecios «Culip IV» y «Culip VI» y en la prospección del pecio «Culip I», Cadaqués (Gerona), bajo la dirección de Xavier Nieto; y en la prospección arqueológica subacuática de La Manga y Mar Menor (Cartagena) con Fernando Pérez Rebollo. En 1989 trabajó con el mismo arqueólogo en la excavación subacuática de urgencia del Puerto de Mazarrón; en la excavación subacuática del Grau Vell de Sagunto, con Encarna Bertó Marti.
Junto con Pérez Rebollo, realizó en 1989 la Carta Arqueológica Subacuática de la Región de Murcia, y en solitario, la prospección arqueológica de la Sierra minera de La Unión (Murcia). Codirigió con Pere Izquierdo la excavación arqueológica de la calle Rectoría de San Pedro de Gavá, excavación que se prolongó hasta 1990. En el mismo año colaboró en la prospección arqueológica de urgencias de la mina 66 del complejo minero neolítico de Can Tintorer (Gavá), con Pere Izquierdo, y fue contratada como técnico arqueólogo director del Equipo de Intervención Arqueológica del Museo de Gavà. En ese equipo, codirigió con Izquierdo y Alicia Estrada Martín la excavación arqueológica de urgencias de la necrópolis altomedieval (siglo X) de Rocabruna (Gavá), y el horno de ánforas Pascual 1 de Sant Pere de Gavá.
Colaboradora en la cátedra de Geología de la Escuela de Ingeniería de Minas de la Universidad Politécnica de Cartagena, durante el curso 1988-89.
Entre enero de 1991 y 1994 fue arqueóloga profesora en el Taller Escuela de Arqueología Minas de Gavá, que preparó el yacimiento minero neolítico, ibérico, romano y moderno para su posterior musealización.

## Premios y reconocimientos
- Ayuda para la localización de fuentes históricas sobre la provincia de Albacete (Instituto de Estudios Albacetenses, 1984).
- Ayuda para la formación científica especializada en el extranjero, concedida por la Fundación Cultural «Esteban Romero» de la Universidad de Murcia para la realización de un proyecto de investigación en el Institut für Altertumskunde de la Universidad de Münster (Alemania Occidental) (1984).
- Beca para la realización del Curso de Buceo para Científicos organizado por las "Aulas del Mar" de la Universidad de Murcia e impartido por el Centro de Buceo de la Armada (1987).
- Beca del Consejo de Europa para desplazamientos y manutención en el Curso Intensivo Europeo sobre Archeologia e Metallurgia Storica del Rame (1990).